# Erika Blanc
Pour les articles homonymes, voir Erika et Blanc.
Enrica Bianchi Colombatto, connue sous le nom de scène Erika Blanc (née le 23 juillet 1942 à Gargnano, dans la province de Brescia) est une actrice italienne.

## Biographie
Erika Blanc passe son enfance dans sa région de naissance, sur les bords du lac de Garde et entre dans le monde du spectacle sous le nom de sa grand-mère, à consonance française, Blanc.
Au début des années 1960, elle participe à quelques romans-photo, et rencontre son mari.
C'est en 1965 qu'elle entame une carrière cinématographique avec quelques petits rôles dans des films d'espionnage. Elle acquiert une réputation internationale avec Operazione Paura (1966) de Mario Bava. Dans ses interventions les plus notables, on cite Riusciranno i nostri eroi a ritrovare l'amico misteriosamente scomparso in Africa? (1968) d'Ettore Scola, et l'érotique Io, Emmanuelle (1969) de Cesare Canevari. Elle est d'ailleurs la première actrice à incarner l'héroïne créée par Emmanuelle Arsan, cinq ans avant l'interprétation de Sylvia Kristel.
Elle a aussi participé à un certain nombre de western spaghetti, tel Spara, Gringo, spara (1968) de Bruno Corbucci.
Séparée de son mari, elle fréquente l'acteur Alberto Lionello, avec lequel elle vit et travaille 18 ans durant (jusqu'en 1994, à la mort de celui-ci) ils ont plusieurs pièces de théâtre en commun à leur actif. Elle continue de contribuer à diverses productions tant cinématographiques que télévisées. Elle a reçu diverses récompenses, dont le prix Flaiano. Elle vit près de Plaisance, dans les collines du Val Tidone.

### Vie familiale
Mariée à Bruno Gaburro en 1962, dont elle a une fille, Barbara. Séparée de lui, elle a vécu avec Alberto Lionello.

## Filmographie
- 1964 : La Soucoupe volante (Il disco volante) de Tinto Brass (non créditée)
- 1965 : Danger à Tanger (Marc Mato, agente S. 077) de Gregg Tallas
- 1965 : La Vengeance de Lady Morgan (La vendetta di Lady Morgan) de Massimo Pupillo : Lilian
- 1965 : Opération Lotus bleu (Agente 077 missione Bloody Mary) de Sergio Grieco : Heston secretary (as Erika Bianchi)
- 1965 : Colorado Charlie de Roberto Mauri : chanteuse au saloon
- 1965 : 003 Agent secret de Domenico Paolella (Agente S 03: Operazione Atlantide) : Kate
- 1965 : 077 intrigue à Lisbonne (en) (Misión Lisboa) de Federico Aicardi : fille en bikini
- 1966 : Deguejo (Degueyo) de Giuseppe Vari : femme de Danger City (sous le pseudo d'Arika Blanck)
- 1966 : Ombres sur le Liban (Le spie uccidono in silenzio) de Mario Caiano : Pamela Kohler
- 1966 : Le Froid Baiser de la mort (Il terzo occhio) de Mino Guerrini : Laura/Daniela (sous le pseudo de Diana Sullivan)
- 1966 : Opération peur (Operazione paura) de Mario Bava : Monica Schuftan
- 1966 : Django tire le premier (Django spara per primo) d'Alberto De Martino : Lucie
- 1966 : Danger à Tanger (Tecnica di una spia) d'Alberto Leonardi : Erika Brown
- 1966 : Les Colts de la violence (Mille dollari sul nero) d'Alberto Cardone : Joschita
- 1966 : Un million de dollars pour sept assassinats (Un milione di dollari per sette assassini) d'Umberto Lenzi : Anna
- 1966 : Message chiffré (en) (Cifrato speciale) de Pino Mercanti
- 1967 : Tom Dollar de Marcello Ciorciolini : Lady Barbara Crane
- 1967 : Trois salopards, une poignée d'or (La più grande rapina del west) de Maurizio Lucidi : Jenny
- 1967 : Du rififi à Amsterdam (Rififí ad Amsterdam) de Sergio Grieco
- 1967 : Feuer frei auf Frankie de José Antonio de la Loma : Maud Taylor
- 1968 : Ramdam à Amsterdam (El magnifico Tony Carrera) de José Antonio de la Loma : Antonella Arnaldini
- 1968 : La Vengeance est mon pardon (La vendetta è il mio perdono) de Roberto Mauri : Joan
- 1968 : Opération fric (Sette volte sette) de Michele Lupo : Mildred
- 1968 : Nos héros réussiront-ils à retrouver leur ami mystérieusement disparu en Afrique ? (Riusciranno i nostri eroi a ritrovare l'amico misteriosamente scomparso in Africa?) d'Ettore Scola : Geneviève
- 1968 : Gangsters per un massacro de Gianfranco Parolini : Elizabeth Hillary
- 1968 : Tête de pont pour huit implacables (Testa di sbarco per otto implacabili) d'Alfonso Brescia : Denise
- 1968 : Tire, Django, tire (Spara, Gringo, spara) de Bruno Corbucci : Sally
- 1968 : Un corps, une nuit (Summit) de Giorgio Bontempi : Olga
- 1969 : Moi, Emmanuelle (Io, Emmanuelle) de Cesare Canevari : Emmanuelle
- 1969 : Si douces, si perverses (Cosi dolce... cosi perversa) d'Umberto Lenzi : Danielle Reynaud
- 1970 : Tu peux ou tu peux pas ? (Con quale amore, con quanto amore) de Pasquale Festa Campanile : Zora
- 1970 : El hombre del puño de oro : Linda
- 1970 : Ni Sabata, ni Trinità, moi c'est Sartana (La diligencia de los condenados, autre titre français : Sartana, la diligence de la mort) de Juan Bosch Palau : Martha Walton (as Erika Blank)
- 1970 : Django arrive, préparez vos cercueils (C'è Sartana... vendi la pistola e comprati la bara) de Giuliano Carnimeo : Trixie
- 1971 : La Peau qui brûle (La rossa dalla pelle che scotta) de Renzo Russo : la poupée sensuelle
- 1971 : Son nom est Pote (Il suo nome era Pot... ma... lo chiamavano Allegria) de Lucio Giachin et Demofilo Fidani : fille à la fête
- 1971 : La Plus Longue Nuit du diable (autres titres français : Au service du diable, La Nuit des pétrifiés) de Jean Brismée : Lisa Müller
- 1971 : La casa delle mele mature de Pino Tosini : Rosaria
- 1971 : Plus venimeux que le cobra (L'uomo più velenoso del cobra) de Bitto Albertini : Leslie Garden
- 1971 : L'Appel de la chair (La notte che Evelyn uscì dalla tomba) d'Emilio Miraglia : Susie (autre titre français : Holocauste pour une vierge)
- 1972 : La vengeance est mon pardon (L'amico del padrino) de Frank Agrama (autre titre français : L'Ordre de la violence) : Jenny
- 1972 : Il était une fois à El Paso (I senza Dio) de Roberto Bianchi Montero : Jenny
- 1972 : Le parrain a le bras long (La mano lunga del padrino) de Leonardo Bonomi : Sabina
- 1972 : Amour et Mort dans le jardin des dieux (Amore e morte nel giardino degli dei) de Sauro Scavolini : Azzurra
- 1973 : Bruna, formosa, cerca superdotato per tango a Milano
- 1973 : Bella, ricca, lieve difetto fisico cerca anima gemella de Nando Cicero : Rosaria
- 1973 : Sur le fil du rasoir (Giorni d'amore sul filo di una lama) de Giuseppe Pellegrini : Lidia Caselli
- 1973 : La Torture (Hexen geschändet und zu Tode gequält) d'Adrian Hoven : Elisabeth von Salmenau
- 1973 : Primo tango a Roma - Storia d'amore e d'alchimia de Lorenzo Gicca Palli : Sabina, moglie di Sciarra
- 1973 : Les Grands Fusils (Tony Arzenta), de Duccio Tessari : prostituée
- 1973 : El juego del adulterio de Joaquín Luis Romero Marchent : Alice / John's wife
- 1973 : La bambola (TV) : Elena Moreschi
- 1974 : La Brute, le Colt et le Karaté (Là dove non batte il sole) d'Antonio Margheriti : fille américaine
- 1974 : Bello come un arcangelo d'Alfredo Giannetti : Immacolata
- 1974 : Une libellule pour chaque mort (Una libélula para cada muerto) de León Klimovsky : Silvana Scaporella
- 1974 : L'ammazzatina d'Ignazio Dolce : spogliarellista tedesca Erika
- 1974 : I figli di nessuno de Bruno Gaburro : Comtesse Canali
- 1974 : Il domestico de Luigi Filippo D'Amico : Silvana
- 1975 : Giochi erotici di una famiglia per bene de Francesco Degli Espinosa (de)  : Eva
- 1976 : Attenti al buffone d'Alberto Bevilacqua : Margot
- 1976 : La padrona è servita de Mario Lanfranchi : Olga
- 1976 : La portiera nuda de Luigi Cozzi : Anny
- 1977 : L'amantide d'Amasi Damiani : Eleonora Santoro
- 1978 : Puzzle (feuilleton télévisé)
- 1978 : Io tigro, tu tigri, egli tigra de Giorgio Capitani et Renato Pozzetto : Italia
- 1981 : Carcerato d'Alfonso Brescia : Donna Assunta
- 1980: La Vie en deux  - court métrage expérimental de Patrice Énard
- 1980 : Pourvoir film expérimental de Patrice Énard
- 1983 : Sogno di una notte d'estate de Gabriele Salvatores : Hippolyta
- 1984 : Profumo di classe (TV)
- 1986 : Quando arriva il giudice (feuilleton télévisé)
- 1987 : Mak pigreco 100 d'Antonio Bido :  Signora Mauri
- 1991 : Body Puzzle de Lamberto Bava : Dr. Corti
- 1992 : L'Edera (série télévisée)
- 1994 : Papà prende moglie (feuilleton télévisé)
- 1998 : Leo e Beo (TV) : Elide
- 2000 : Voci de Franco Giraldi : Augusta
- 2001 : Tableau de famille (Le fate ignoranti) de Ferzan Özpetek : Veronica
- 2002 : Ilaria Alpi - Il più crudele dei giorni de Ferdinando Vicentini Orgnani : Luciana Alpi, mère d'Ilaria
- 2002 : Non ho l'età 2 (minisérie)
- 2002 : La casa dell'angelo (TV) de Giuliana Gamba : Olga
- 2002 : Francesco (TV) de Michele Soavi : Monna Piva
- 2003 : Poco più di un anno fa de Marco Filiberti : Angela Valle
- 2004 - 2007 : Carabinieri (série télévisée, 2 épisodes) :
  - Senza Movente (2004) : Gemma Pellegrini
  - La pista sbagliata (2007) : Gemma
- 2005 : Cuore sacro de Ferzan Özpetek : Maria Clara
- 2006 : Fratelli (TV) : Giuliana
- 2006 : Lo zio d'America 2 (minisérie) : Giovanna
- 2007 : Caccia segreta (TV)
- 2010 : Una sconfinata giovinezza de Pupi Avati : Vedova
- 2014 : Le Crime du sommelier (Vinodentro) de Ferdinando Vicentini Orgnani : Mamma commissario
- 2022 : Dante de Pupi Avati : Gemma Donati en tant que vieille femme

## Distinctions

### Nominations
- David di Donatello de la meilleure actrice dans un second rôle en 2005 pour Cuore sacro.
- Ruban d'argent de la meilleure actrice dans un second rôle en 2006 pour Cuore sacro.
- Ruban d'argent de la meilleure actrice dans un second rôle en 2003 pour Ilaria Alpi - Il più crudele dei giorni et Poco più di un anno fa.

### Récompenses
- Prix Flaiano de la meilleure actrice dans un second rôle en 2005 pour Cuore sacro.